# Анния (мыза)
А́нния (нем. Annia), также мыза А́ния (эст. Anija mõis) — рыцарская мыза в волости Ания уезда Харьюмаа в Эстонии. Согласно историческому административному делению, относилась к приходу Харью-Яани.  В годы Российской империи находилась на территории Эстляндской губернии и относилась к приходу Святой Иоаннис.

## История

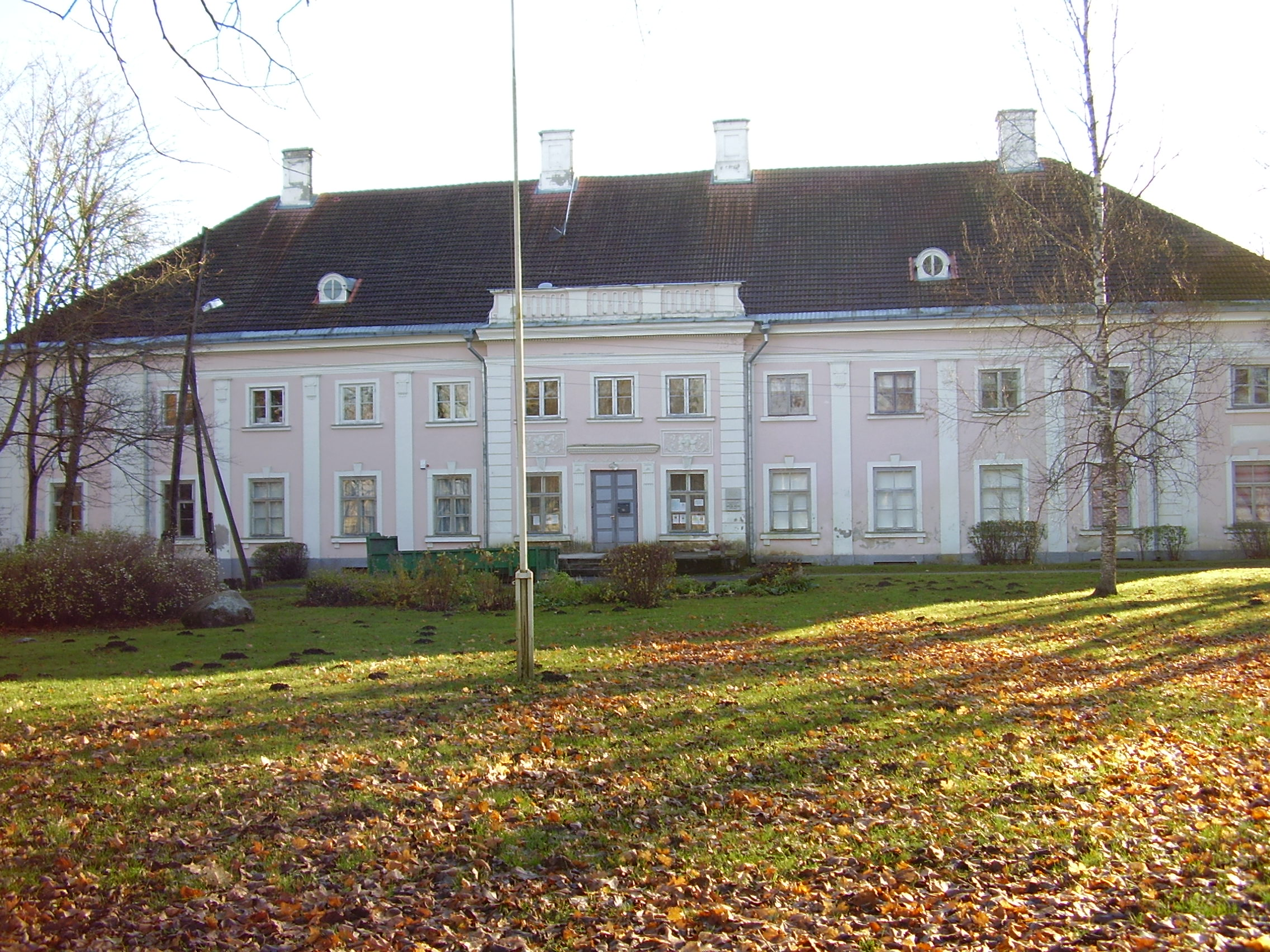
Главное здание мызы Ания в 2008 году

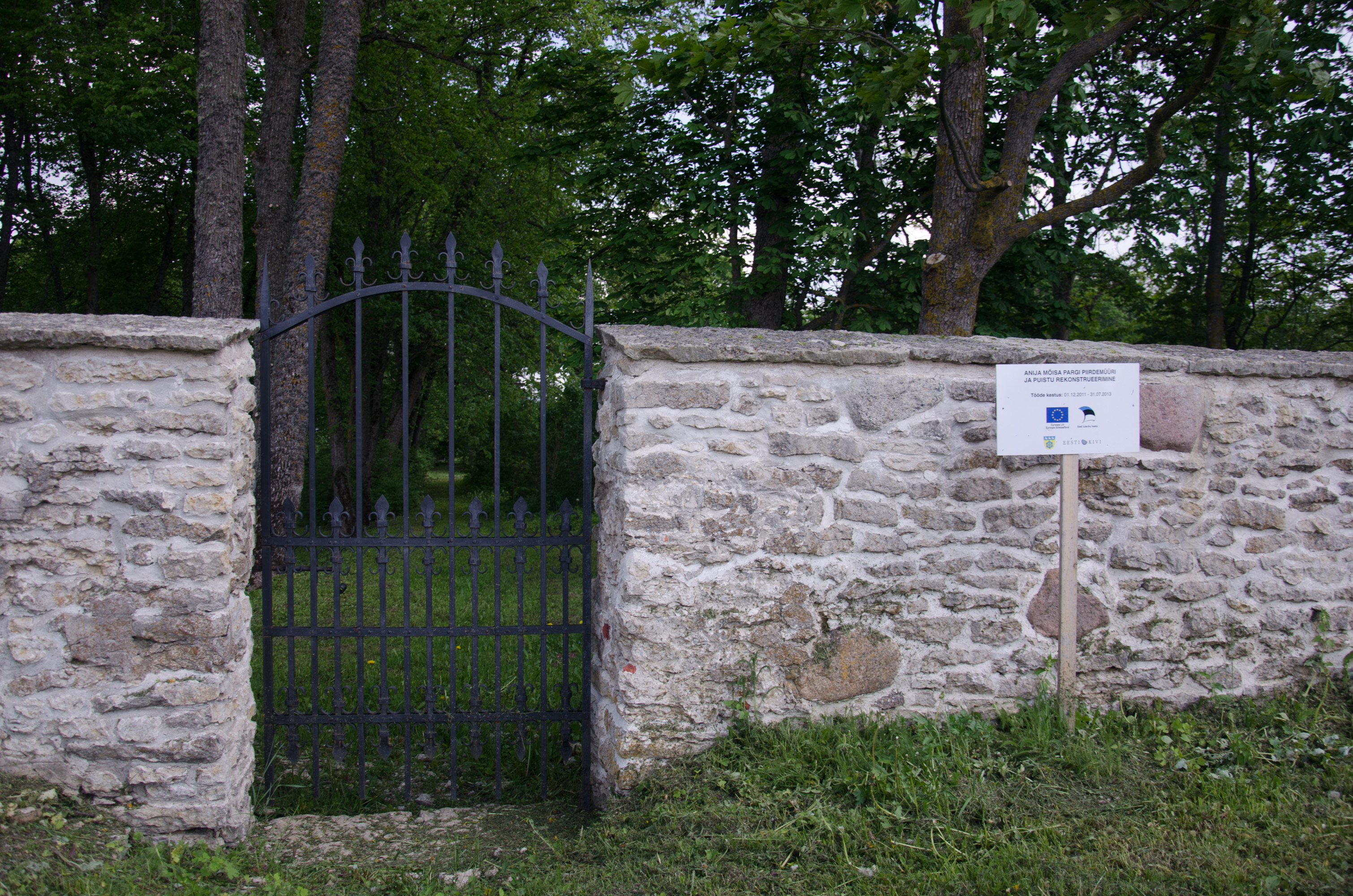
Ворота мызного парка

Мыза является главной достопримечательностью деревни Ания. Впервые упоминается в 1482 году (Annia, также Hannijöggi), когда она принадлежала Херману Зоеге (Hermann Zoege). Предположительно, мыза была основана в период между 1377 и 1482 годами. Изначально центр мызы находился на другом берегу реки Ягала, на месте более поздней скотоводческой мызы Лилли, которая впервые упоминается в 1355 году и может считаться предшественником мызы Анния. В средние века мыза, вероятно, была построена как каменный вассальный замок.
В 1671 году мызу приобрел Якоб Сталь фон Гольштейн (Jacob Staël von Holstein), который построил здесь двухэтажный особняк в стиле барокко. Считается, что образцами для него стали главные здания мыз Маарт (Маарду), Хакгоф (Аа) и Пальмс (Палмсе), которые были построены в XVII веке. Здание в то время, вероятно, также включало в себя несколько частей средневекового строения.
Короткое время в 1770-х годах мыза была передана под залог дворянскому семейству Майделей.
На военно-топографических картах Российской империи (1846–1863 годы), в состав которой входила Эстляндская губерния, мыза обозначена как мз. Аннiя.
Главное здание, сохранившееся до наших дней, было построено Матиасом Сталем фон Гольштейном (Matthias Staël von Holstein) в начале XIX века.

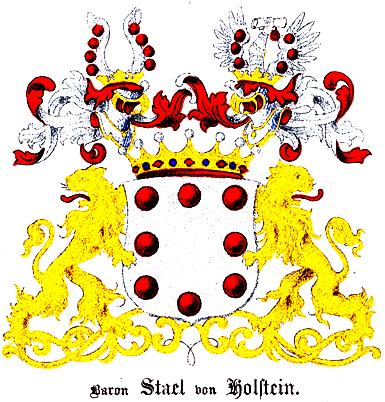
Герб Сталь-фон-Гольштейнов
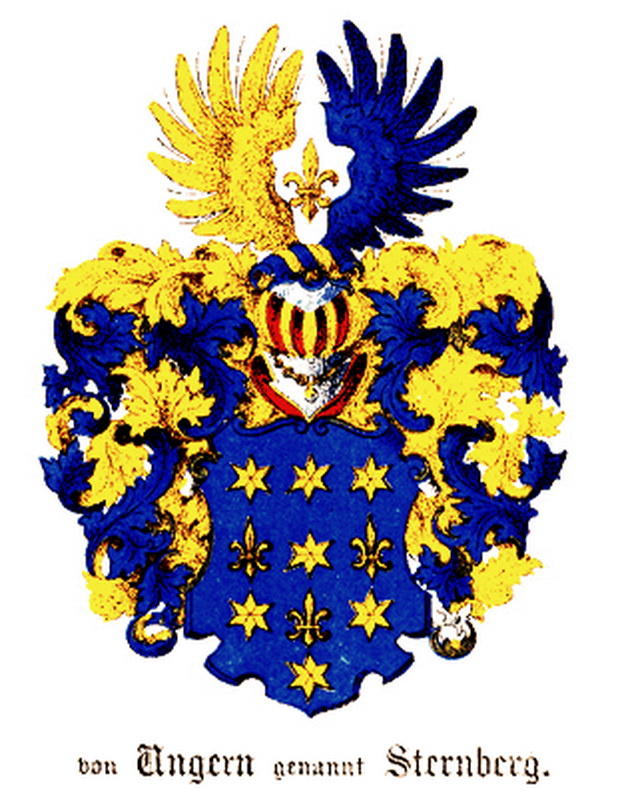
Герб Унгерн-Штернбергов
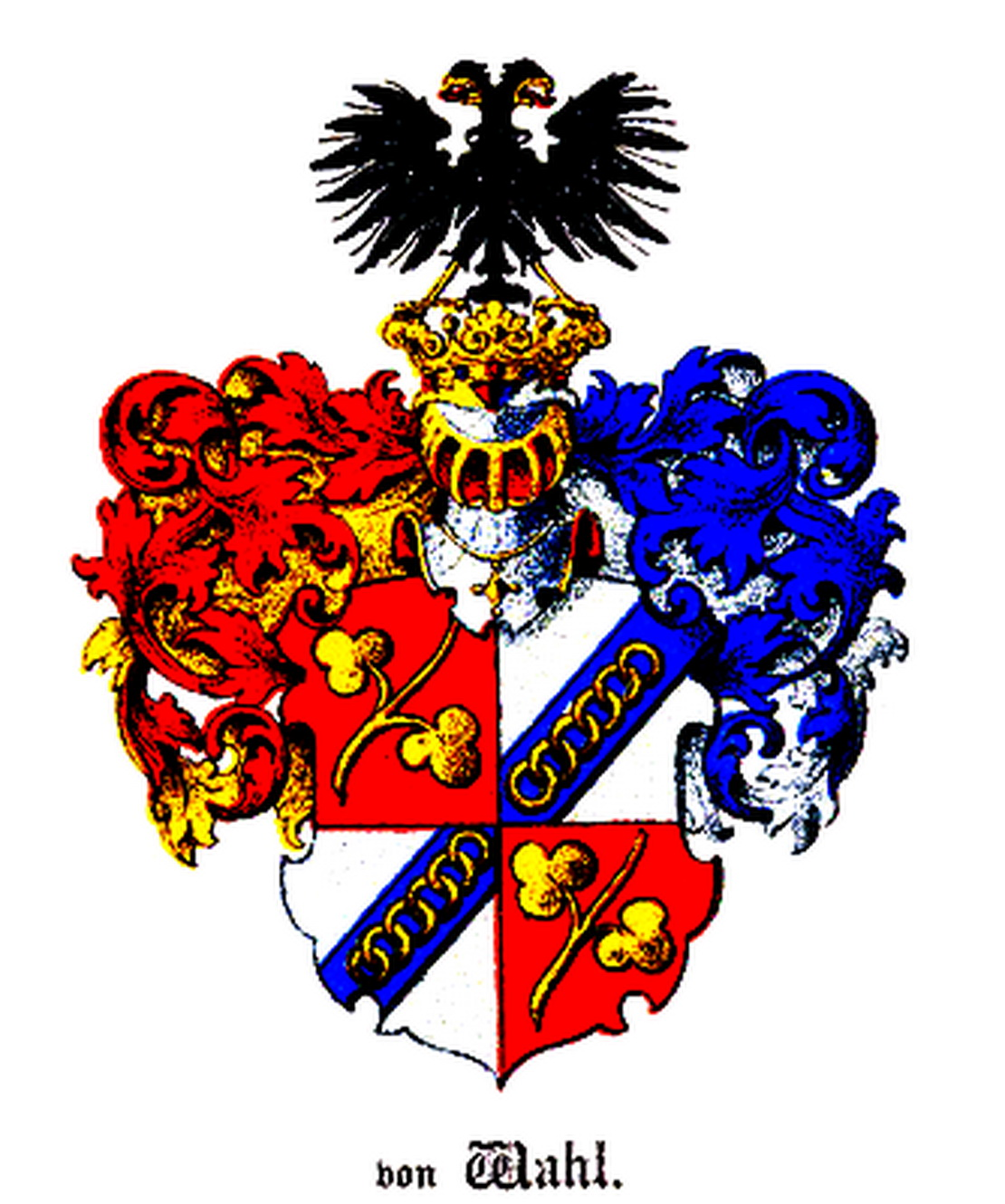
Герб рода фон Валь

В 1843 году мыза перешла во владение дворянского рода Унгерн-Штернбергов. После разграбления мызы во время Первой русской революции она была продана Марии фон Валь (Marie von Wahl), урождённой фон Ливен (von Lieven), от которой отчуждена в 1919 году. В некоторых источниках говорится о сожжении главного здания мызы в 1905 году, но эта информация неверна.
В 1924 году в главное здание мызы переехала местная начальная школа, которая вместе с группой детского сада действовала здесь (с перерывом в 1975—1990 годах) до 2002 года. В советское время в здании также работала контора совхоза «Ания». Здание было частично отремонтировано в начале 1990-х годов; в настоящее время в нём располагаются интернет-пункт, библиотека, комната краеведения и кабинет местного работника культуры.
Для управления мызой, принадлежащей волости Ания, был создан фонд «Ания Мыйз», целью которого является систематическая реконструкция мызы и её приспособление к новым функциям, поддерживающим туризм.
Большая часть хозяйственных построек мызы также сохранилась.
Во второй половине XX века к югу от центра мызы, вдоль дороги, ведущей в Кехра, было построено несколько многоквартирных домов, что превратило мызу в небольшое поселение.

## Мызный комплекс
В Государственный регистр памятников культуры Эстонии внесено 12 объектов мызного комплекса: главное здание, парк, парковая ограда, кухня, дом управляющего, дом садовника, два жилых дома для работников мызы, амбар, сушилка, скотный двор и маслодельня.

### Главное здание
Двухэтажное каменное главное здание мызы (господский особняк) в стиле раннего классицизма и с чертами позднего барокко построено в 1801 или 1802 году вместо старого особняка.
Первый этаж здания — основной, второй этаж планировался как антресольный. Поверхности стен расчленяются центральными и торцевыми ризалитами, пилястрами и лепниной. На вальмовой крыше симметрично расположены небольшие мансардные окна в стиле барокко. Дымоходы восстановлены в формах XVIII века. В оформлении фронтона центрального ризалита использован мотив балюстрады. Окна имеют широкое и мощное обрамление с замковым камнем наверху. Главную дверь окружает портал в стиле неоренессанса, который ранее был украшен балдахинообразным навесом. Фасад в сторону сада имеет крытую веранду, пристроенную позже. В вестибюле сохранилась ценная деревянная лестница, на первом этаже — кафельная декоративная стена, потолочные карнизы, дверные полотна, ставни, деревянные полы, на втором этаже — зеркальные сводчатые потолки и деревянные полы. Как отдельное строение, к левому торцу особняка примыкает мызная кухня.
При инспектировании 1 июля 2022 года состояние здания было признано удовлетворительным.

### Парк и парковая ограда
Парк является оригинальным образцом парка свободной планировки в Северной Эстонии. Его площадь составляет 16,9 гектара. Самая старая часть парка (в непосредственной близости от главного здания мызы), вероятно, была заложена в начале XIX века. Парк был достроен в начале XX века. Здесь произрастает более 80 видов деревьев, некоторые из них представляют дендрологический интерес. Среди хвойных деревьев, наряду с местной елью и сосной, много сибирской пихты и кедровой европейской сосны. Преобладающими видами деревьев в парке являются вязы, клёны, ивы. В озеленении границ парка использовано много хвойных деревьев с тёмной окраской кроны — пихты, ели, псевдотсуги. Произрастают орешник, сирень обыкновенная, берёза пушистая, лиственница, ива белая, боярышник, жимолость альпийская, обыкновенная и татарская, снежноягодник белый, бересклет европейский, кизильник блестящий, бирючина обыкновенная, чубушник венечный, бузина красная, барбарис Тунберга, калина обыкновенная, гордовина обыкновенная, дёрен белый, дёрен кровяно-красный, эхинацея и др.
При инспектировании 2 сентября 2021 года состояние парка было оценено как хорошее.
Ограда мызного парка возведена из бутового камня высотой два метра и имеет несколько ворот. По бокам одних ворот установлены массивные круглые колонны, увенчанные ступенчато сужающимися накладками и каменными шарами. Как это характерно для планировки усадьбы XVIII века, ограда соединяет основные боковые постройки мызы.

### Кухня
К главному зданию примыкает отдельное одноэтажное здание кухни с вальмовой крышей, построенное в XVIII веке. Оно расположено у левого крыла господского дома под углом к его продольной оси. Конструкция кухни повторяет основное здание: рустикальные угловые молдинги, навесной карниз с таким же профилем и поясом под ним, двери и окна с лепной окантовкой. Окна разделены на шесть квадратов.

### Дом управляющего
Дом управляющего мызой представляет собой большое одноэтажное прямоугольное каменное здание с мансардным этажом на три четверти высоты и вальмовой крышей. При инспектировании 2 сентября 2021 года техническое состояние здания признано плохим. Фундамент провалился в землю, в стенах есть трещины, кровля в плохом состоянии. Дверные и оконные проёмы заколочены досками.

### Дом садовника
Дом садовника включает в себя невысокую оранжерею из плитняка и непосредственно дом садовника. Последний представляет собой небольшое каменное оштукатуренное здание, в начале XX века перестроенное в жилой дом с мансардным этажом. При инспектировании 2 сентября 2021 года состояние здания оценено как хорошее.

### Амбар
Амбар представляет собой массивное двухэтажное здание с арками. Его размеры 12,6 х 37,8 м, высота — 12,6 м. Двухэтажный амбар является редкостью для эстонских мыз. Здание покрыто полудвускатной крышей из этернита. При инспектировании 1 июля 2022 года крыша амбара была в плохом состоянии, погодные осадки вызвали повреждение её несущих конструкций. Передний фасад амбара имеет высокую арку, проходящую через два этажа, и четыре квадратных колонны. Под амбаром находится подвал с тремя цилиндрическими сводами. С южной стороны здания имеется пристройка из силикатного камня, которая ране использовалась как сушилка.

### Сушильня
Сушильня представляет собой здание с толстыми каменными стенами (комбинация плитняка и бутового камня) с 30-градусной двускатной крышей. Фундамент — ленточный, из бутового камня. Первоначально здание было построено как прачечная, позже оно было приспособлено под сушильню.

### Два жилых дома для мызных работников
Первый дом — это массивное каменное здание с оштукатуренными стенами. Имеет полувальмовую крышу, крытую этернитом. Построено в XIX веке. При инспектировании 2 сентября 2021 года состояние здание признано хорошим.
Второй дом — одноэтажное длинное каменное строение с оштукатуренными стенами. Со стороны дороги имеет выступающий чердак с окнами. Построено в XIX веке. С одной стороны основание крыши поддерживают четыре массивных каменных столба. У здания полувальмовая крыша, крытая камнем. При инспектировании 2 сентября 2021 года состояние здание признано хорошим.

### Скотный двор
Скотный двор представляет собой квадратный двор, с трёх сторон окружённый длинными, частично оштукатуренными каменными строениями. Построен в XIX веке. При инспектировании 2 сентября 2021 года его состояние оценено как плохое.

### Маслодельня
Маслодельня выполнена в стиле историзма, сохранился её первоначальный внешний вид. Имеет симметричную планировку, основная часть которой представляет собой двухэтажное здание с двускатной крышей. Массивная башня с невысокой вальмовой крышей, возвышающаяся на центральной оси здания, добавляет ему ещё два этажа. С обеих сторон здания возведены одноэтажные блоки с низкой вальмовой крышей. Дымоходы здания кирпичные, с простым карнизом. И башня, и основная часть здания имеют профилированный кирпичный карниз между этажами. При инспектировании 2 сентября 2021 года состояние здание признано хорошим.

## Галерея

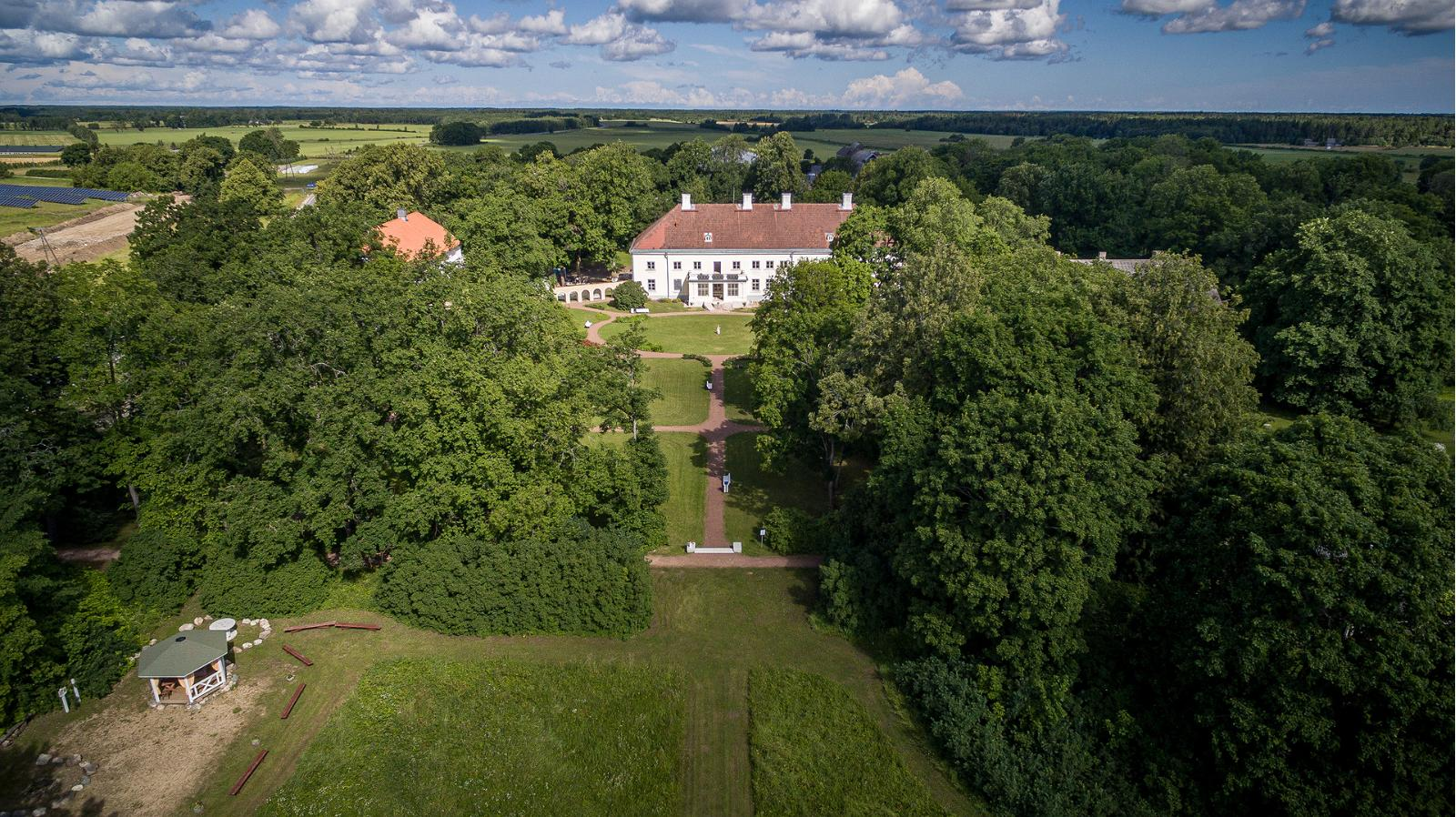
Вид на мызу и парк
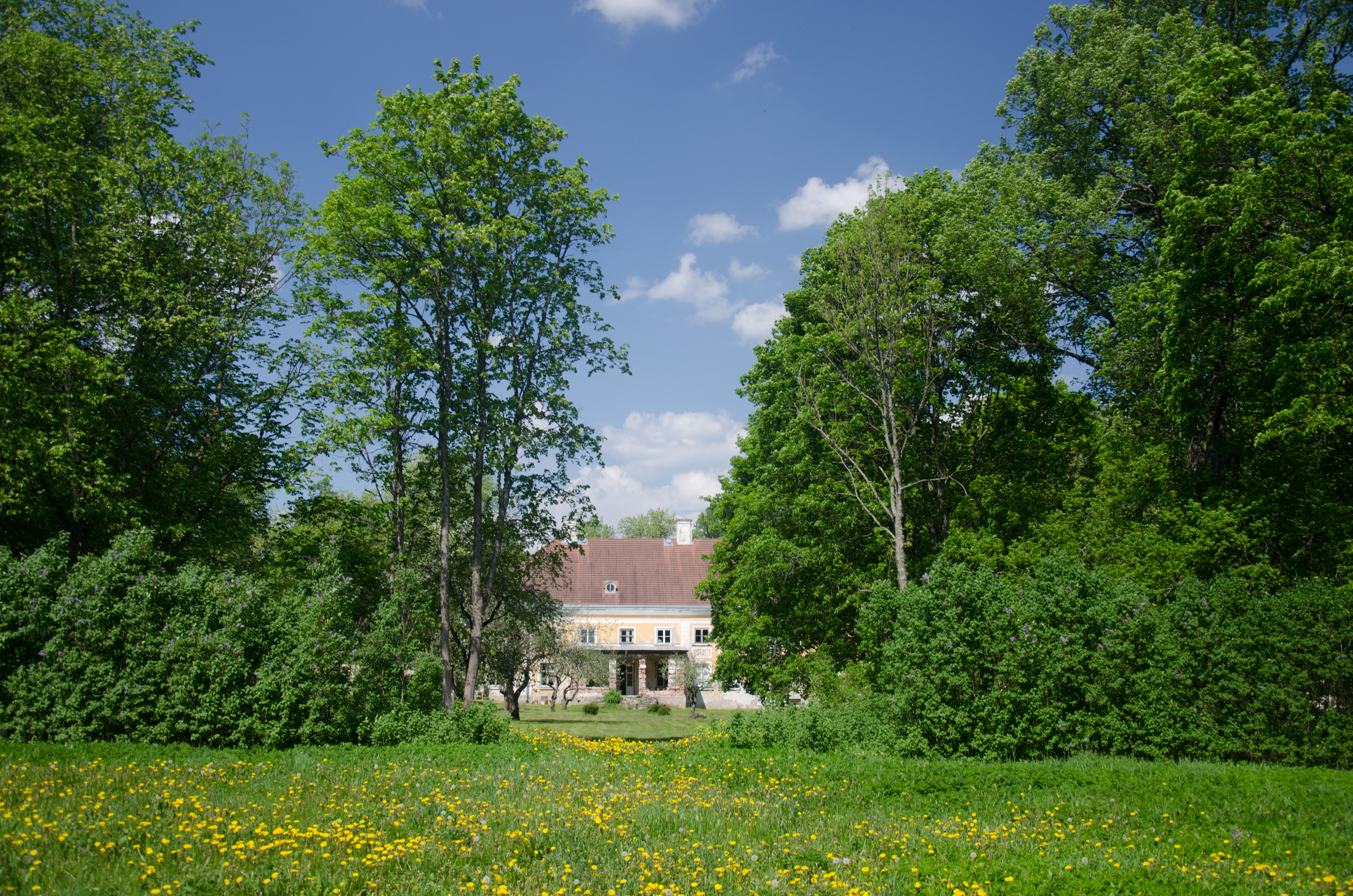
Вид на главное здание мызы из парка
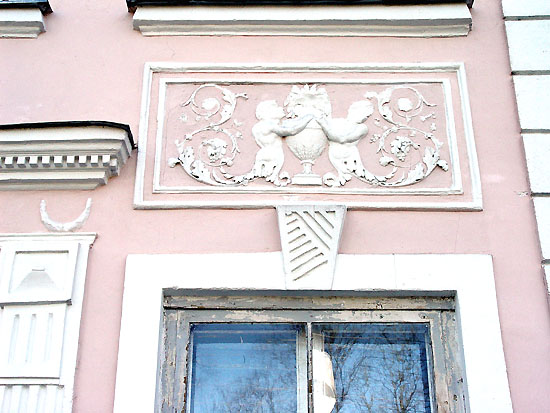
Лепное украшение фасада главного здания мызы Ания
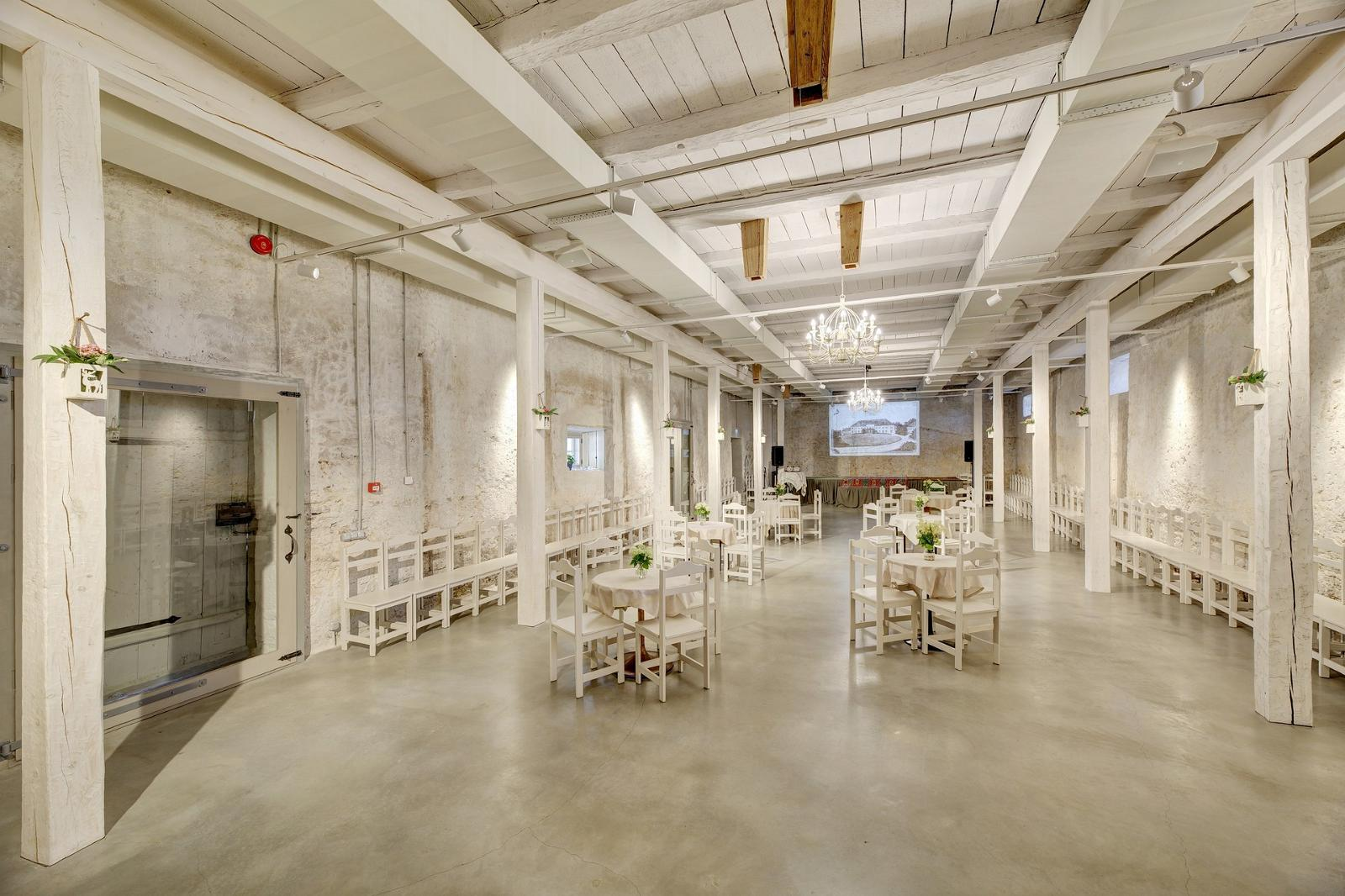
Интерьер мызы
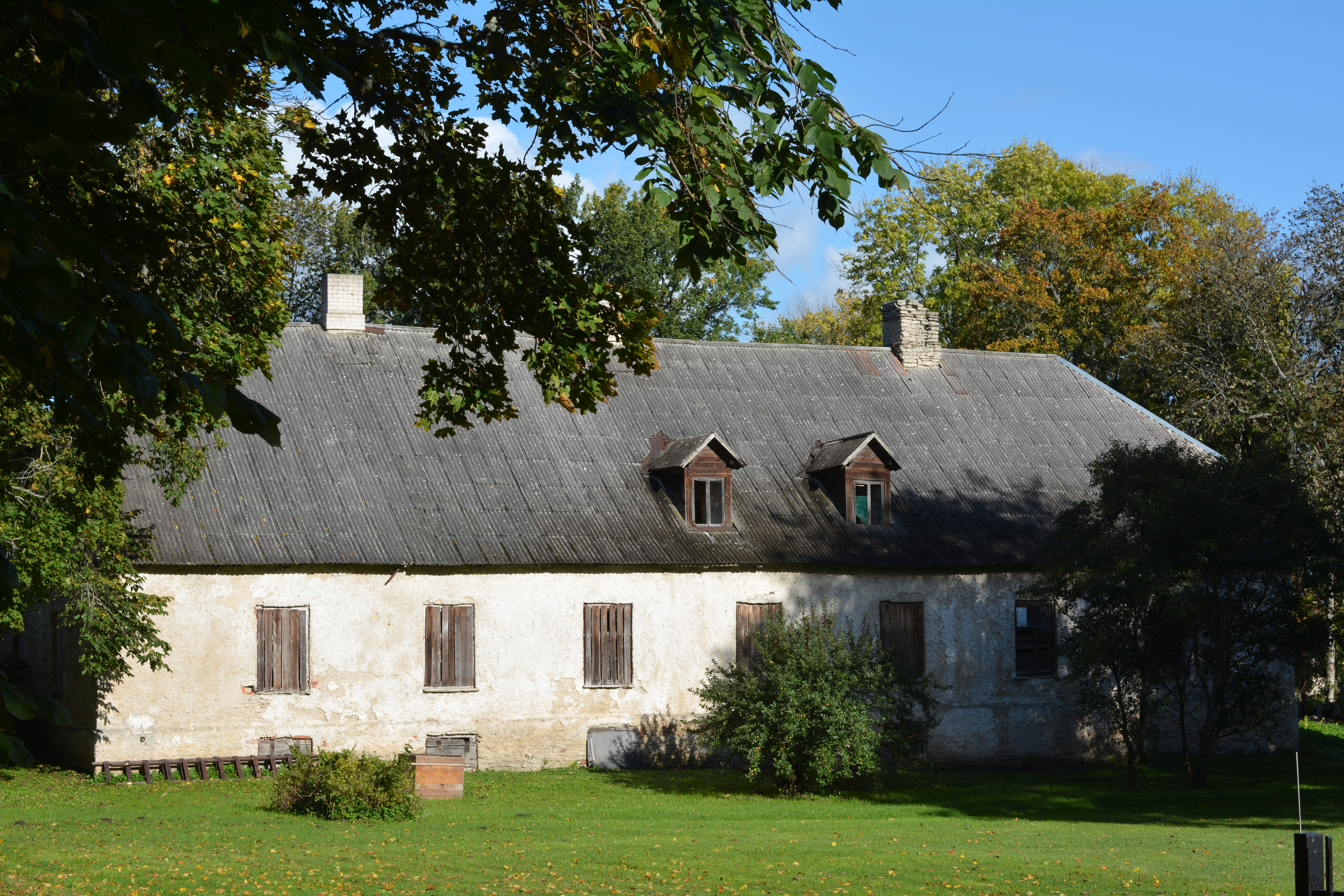
Дом управляющего
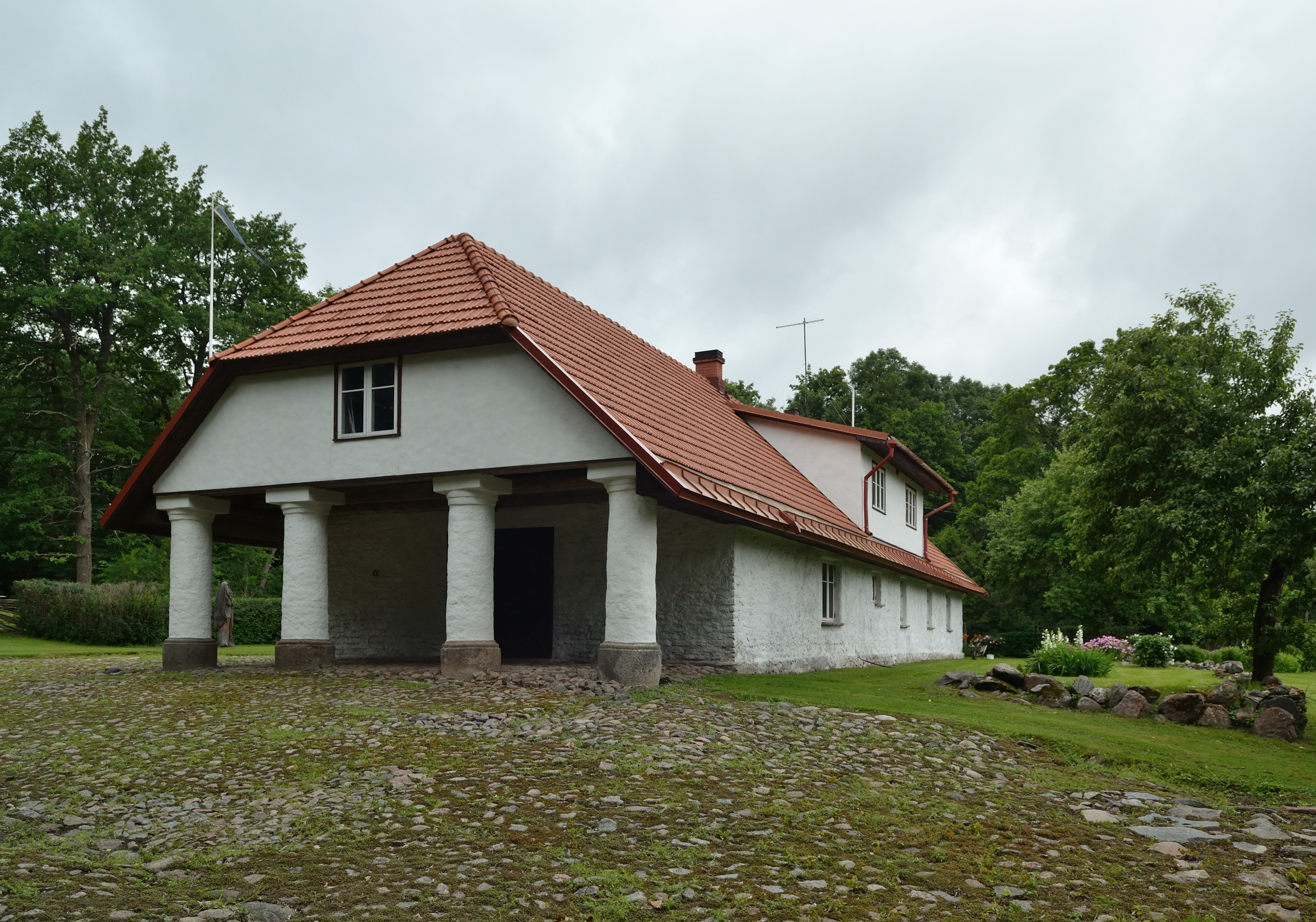
Один из жилых домов работников мызы
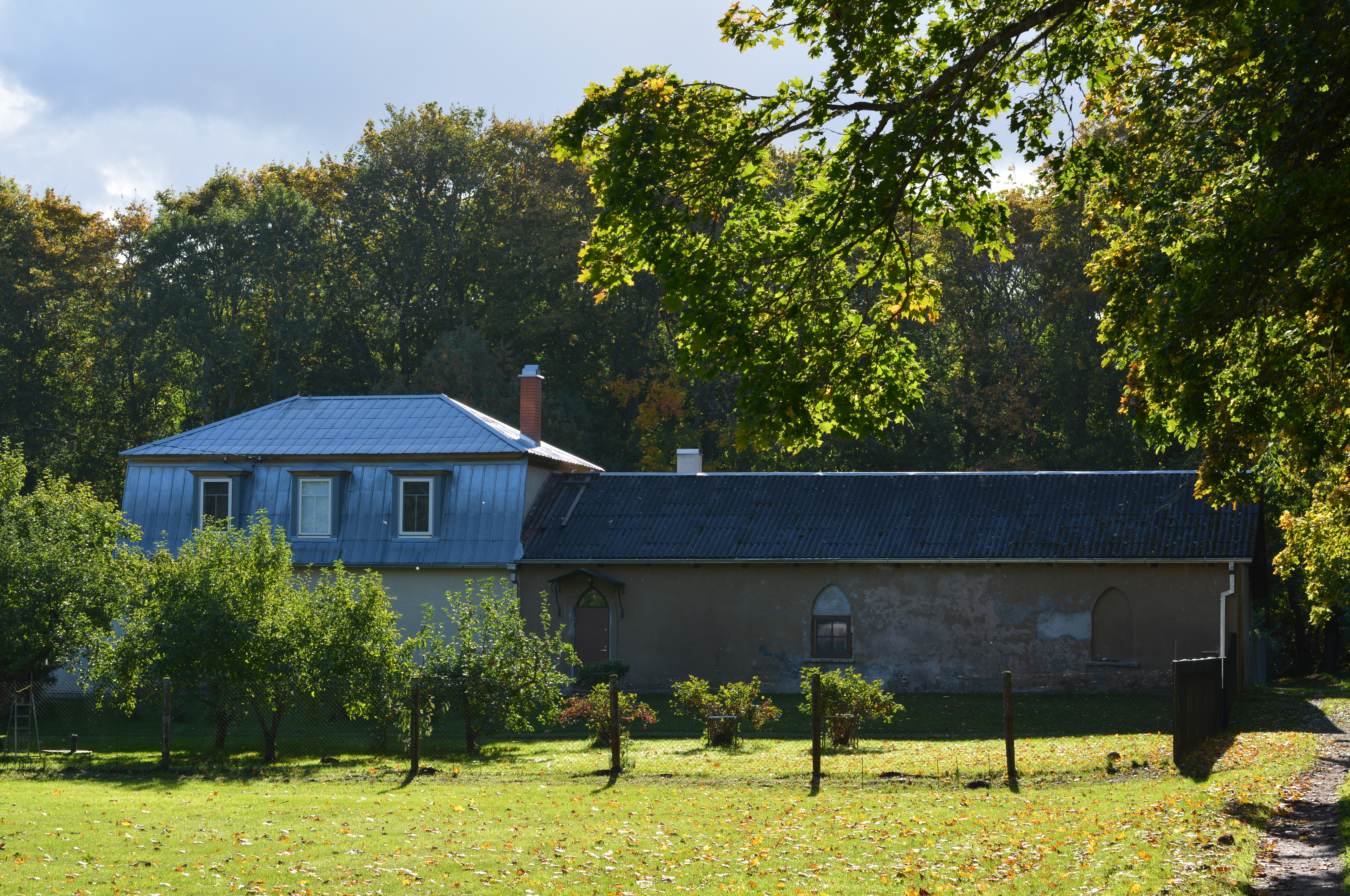
Дом садовника
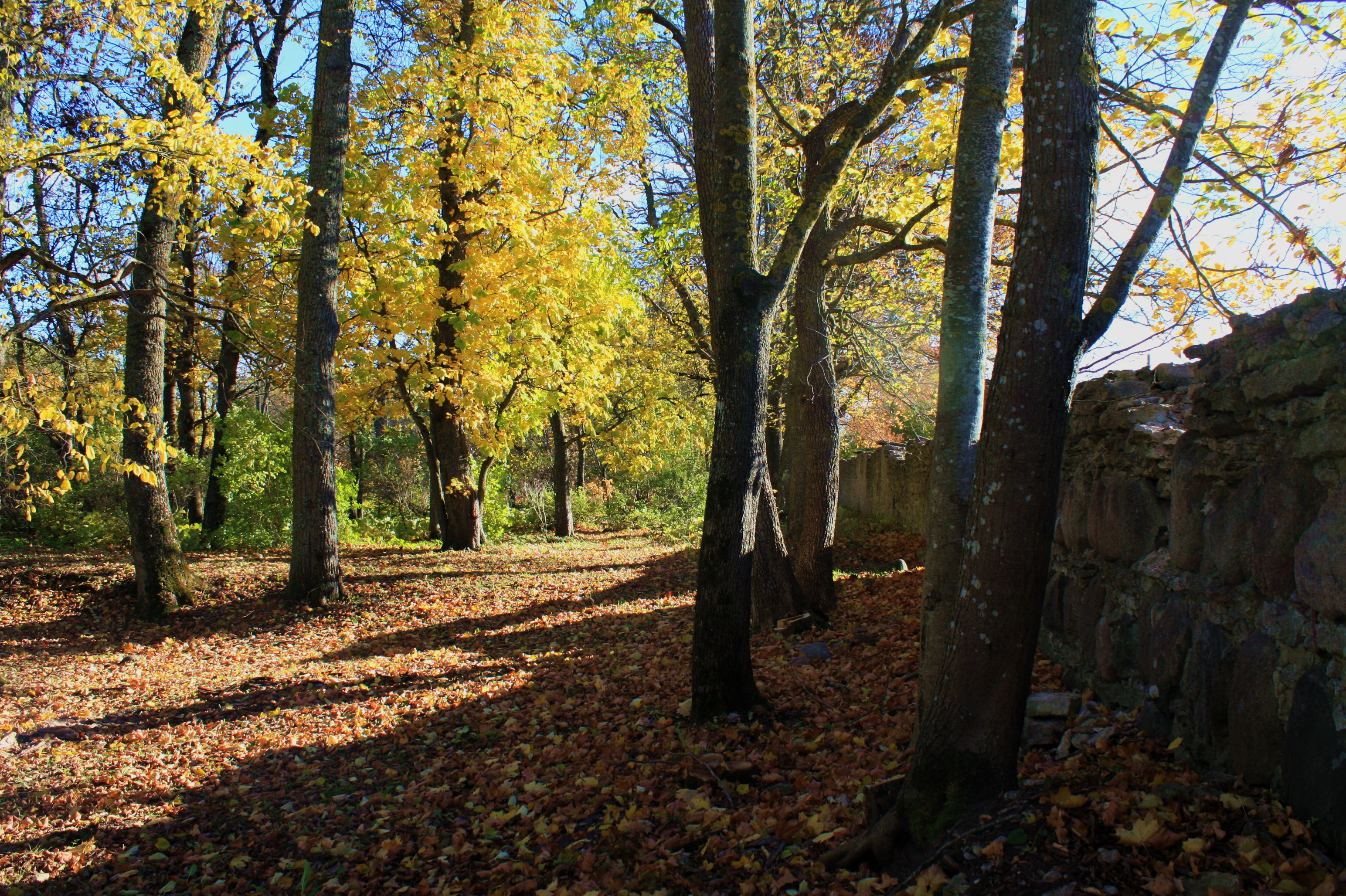
Парк
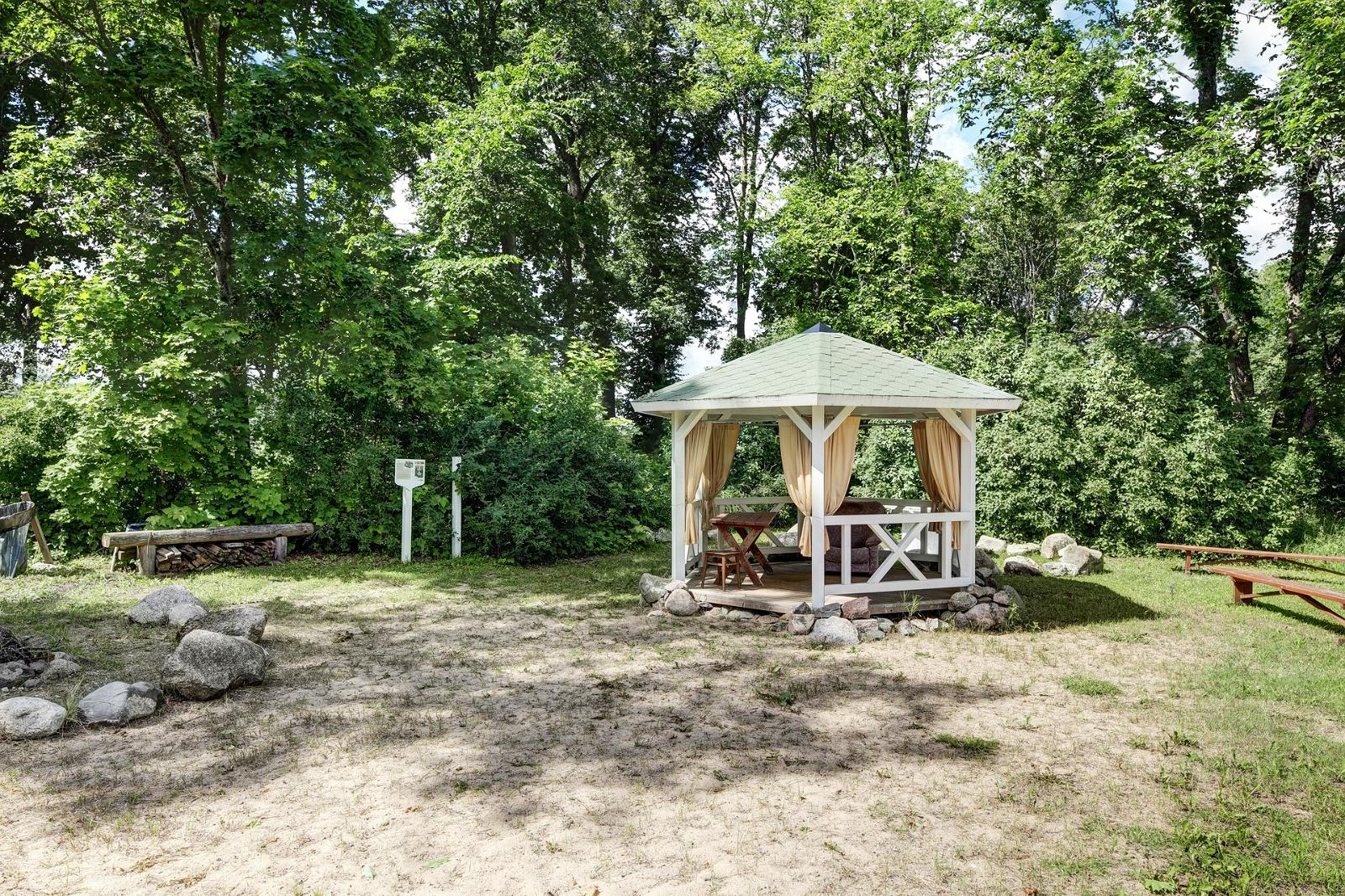
Павильон в парке